# Aleksandr Jakovlevič Tairov
Aleksandr Jakovlevič Tairov, pseudonimo di Aleksandr Kornblit (in russo Александр Яковлевич Таиров?; Romny, 24 giugno 1885 – Mosca, 25 settembre 1950), è stato un attore teatrale, regista teatrale e critico teatrale russo.
Improvvisatosi attore durante gli anni di università, dopo il conseguimento della laurea svolse esclusivamente attività registica.
Nel dicembre 1914 fondò il Teatro da camera di Mosca, inaugurandolo con il dramma indiano Sakuntala di Kālidāsa, che fu la prima di una serie di ricerche stilistiche, condotte nel terreno della commedia, del dramma e della pantomima.
Questi esperimenti culminarono nella rappresentazione di Tamiri il Citaredo di Annenskij del 1916, la prima realizzazione di grande interesse di Tairov.
Da allora il Teatro da camera presentò una quantità di spettacoli di eccezionale portata, alterando vivacissime pantomime a singolari ed astratte realizzazioni tragiche.
Accusato di formalismo, Tairov, che aveva sino ad allora ignorato le vicende politiche del suo paese, mise in scena opere russe contemporanee (dal 1934 in poi) ma, nonostante alcuni ottimi spettacoli iniziali, il Teatro da camera andò via via esaurendosi fino alla chiusura nel 1949.
In Tairov fu fondamentale il concetto del predominio dell'attore, che deve concentrare in sé le doti di ballerino, cantante, ginnasta, acrobata e giocoliere, vero centro della realizzazione scenica, per il quale lo spazio del palcoscenico venne organizzato in un complesso sistema di piattaforme.
Analogamente, i costumi erano ideati solo come mezzo ausiliario a disposizione dell'attore per la creazione del personaggio. Ponendo ogni elemento dello spettacolo a servizio del suo protagonista (l'attore stesso), era inevitabile che Tairov considerasse il testo come un semplice mezzo offerto al regista per le sue fantasiose creazioni.
Tairov è ancora considerato tra i registi che ha più influenzato le moderni correnti del teatro internazionale.
Tra le sue opere scritte c'è Appunti di un regista. Fu sposato con l'attrice Alisa Georgievna Koonen.

## Opere principali
- Appunti di un regista, a cura di Silvana de Vidovich, traduzione di Silvana de Vidovich, Bologna, Cue Press, 2020. ISBN 9788899737184.